# Cordel do Fogo Encantado
 (novembre 2024).
Si vous disposez d'ouvrages ou d'articles de référence ou si vous connaissez des sites web de qualité traitant du thème abordé ici, merci de compléter l'article en donnant les références utiles à sa vérifiabilité et en les liant à la section « Notes et références ».
 (novembre 2024).
La mise en forme du texte ne suit pas les recommandations de Wikipédia : il faut le « wikifier ».
Les points d'amélioration suivants sont les cas les plus fréquents. Le détail des points à revoir est peut-être précisé sur la page de discussion.
- Les titres sont pré-formatés par le logiciel. Ils ne sont ni en capitales, ni en gras.
- Le texte ne doit pas être écrit en capitales (les noms de famille non plus), ni en gras, ni en italique, ni en « petit »…
- Le gras n'est utilisé que pour surligner le titre de l'article dans l'introduction, une seule fois.
- L'italique est rarement utilisé : mots en langue étrangère, titres d'œuvres, noms de bateaux, etc.
- Les citations ne sont pas en italique mais en corps de texte normal. Elles sont entourées par des guillemets français : « et ».
- Les listes à puces sont à éviter, des paragraphes rédigés étant largement préférés. Les tableaux sont à réserver à la présentation de données structurées (résultats, etc.).
- Les appels de note de bas de page (petits chiffres en exposant, introduits par l'outil «  Source ») sont à placer entre la fin de phrase et le point final[comme ça].
- Les liens internes (vers d'autres articles de Wikipédia) sont à choisir avec parcimonie. Créez des liens vers des articles approfondissant le sujet. Les termes génériques sans rapport avec le sujet sont à éviter, ainsi que les répétitions de liens vers un même terme.
- Les liens externes sont à placer uniquement dans une section « Liens externes », à la fin de l'article. Ces liens sont à choisir avec parcimonie suivant les règles définies. Si un lien sert de source à l'article, son insertion dans le texte est à faire par les notes de bas de page.
- La présentation des références doit suivre les conventions bibliographiques. Il est recommandé d'utiliser les modèles {{Ouvrage}}, {{Chapitre}}, {{Article}}, {{Lien web}} et/ou {{Bibliographie}}. Le mode d'édition visuel peut mettre en forme automatiquement les références.
- Insérer une infobox (cadre d'informations à droite) n'est pas obligatoire pour parachever la mise en page.

Pour une aide détaillée, merci de consulter Aide:Wikification.
Si vous pensez que ces points ont été résolus, vous pouvez retirer ce bandeau et améliorer la mise en forme d'un autre article.
Cordel do Fogo Encantado est un groupe musical brésilien fondé dans la ville d'Arcoverde, Pernambuco.
En 1997, le spectacle Cordel do Fogo Encantado est né essentiellement fait de poésie et de théâtre. La troupe était composée de Alberone, José Paes de Lira, Clayton Barros et Emerson Calado. Pendant deux ans, le spectacle a parcouru l’intérieur du Pernambuco.
Lle groupe gagne deux membres supplémentaires qui modifient sa trajectoire : les percussionnistes Nego Henrique et Rafa Almeida. Lors du carnaval de 1999, Cordel s'est produit au Rec-Beat Festival et ce qui n'était qu'une pièce de théâtre a pris la forme d'un spectacle musical.
En 2001, sous la production du maître des percussions Naná Vasconcelos, Cordel do Fogo Encantado entre en studio pour enregistrer son premier album qui porte le nom du groupe.
En 2002, le groupe retourne en studio pour enregistrer sa deuxième œuvre : O Palhaço do Circo sem Futuro, produit par eux-mêmes, de manière indépendante, et sorti au premier semestre 2003.
En février 2010, Lirinha a annoncé son départ de Cordel do Fogo Encantado, mettant fin aux activités du groupe. Le chanteur a déclaré qu'il avait « besoin de parcourir de nouvelles voies ».

## Membres
- José Paes de Lira - "Lirinha" – voix et pandeiro
- Clayton Barros – guitaie
- Emerson Calado – percussion et  voix
- Nego Henrique – percussion et
- Rafa Almeida – percussion et

## Discographie

### Albums
- Cordel do Fogo Encantado (2001)
- O Palhaço do Circo sem Futuro (2002)
- Transfiguração (2006)
- Viagem ao Coração do Sol (2018)